# St. Michael (Amberg)

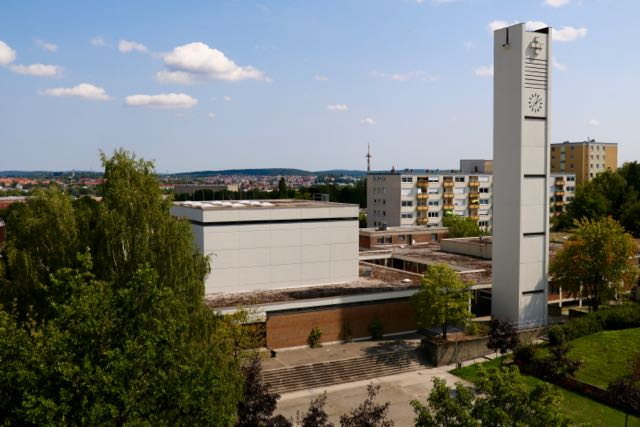

St. Michael ist eine römisch-katholische Pfarrkirche in Amberg in der bayerischen Diözese Regensburg, erbaut im Stil des Brutalismus.

## Geschichte
Im August 1963 entstand in Amberg eine neue Wohnanlage mit 1000 neuen Wohnungen, genannt „Demonstrativ-Programm“ („D-Programm“). Für das Wohngebiet wurde 1965 eine Expositur der Mutterpfarrei St. Martin gegründet; Gottesdienste fanden anfangs in einer Notkirche statt. Im Januar 1968 wurde ein Bauwettbewerb für ein Kirchenzentrum ausgeschrieben, in dem sich der Architekt Baur aus Weiden durchsetzte. Am 21. Juli 1969 wurde mit dem Bau begonnen. Die Grundsteinlegung folgte Anfang November 1969. Am 27. September 1970 wurde die neue Kirche durch Bischof Rudolf Graber geweiht und die Expositur zur selbständigen Pfarrei erhoben.
Am 8. Juli 1972 kam zum Gemeindezentrum der Kindergarten St. Michael dazu.

## Architektur

### Liturgie formt Räume
Die betont schlichte Architektur soll verstanden werden als eine Beschreibung der Liturgie, wie sie in der Liturgiekonstitution des Zweiten Vatikanischen Konzils gegeben wird, knapp und durchschaubar, versehen mit dem Glanz edler Einfachheit. Sie verkörpert den Geist des Aufbruchs, überwindet jahrhundertealte Strukturen. Noch heute wirken ihre schlichten Räume und Baumaterialien radikal.
Durch die Beschlüsse des Zweiten Vatikanums rückte die Gemeinde buchstäblich an den Altarraum heran.
Die Ausstattung für die liturgische Nutzung wurde im Altarraum auf einem niedrigen Podium so angeordnet, dass sie eine Kommunikation von Gemeinde und Geistlichkeit ermöglichten. So formt der am frei stehenden Altar zelebrierende Priester mit der ihn umgebenden Gemeinde einen Halbkreis. Der Tabernakel mit der Hostie wird vom Altar getrennt.
Der Kirchenbau in seiner Schmucklosigkeit und Modernität trägt der Überzeugung der Architekten Rechnung, um das vermeintlich Andersartige des Religiösen, das vermeintlich Gegensätzliche zum normalen Leben des modernen Menschen zum Ausdruck zu bringen, eine Tendenz, die man in vielen Kirchenbauten der Moderne nach dem Zweiten Vatikanum sieht.
Die Kirche verfügt über einen freistehenden Kirchturm (sog. Campanile).

### Ausstattung
Der Weidener Künstler Günther Mauermann schuf 1983 einen Fries aus Tontafeln, der den Heilsweg Gottes mit der Menschheit von der Schöpfung bis zum wiederkehrenden Christus. Das Ziel des Lebens und der Geschichte ist die Verwirklichung des Reiches Gottes, so die zwölfte Station des Heilsweges.
Der Altarbereich und das Taufbecken wurden mit Travertin (Travertin Marmor) gebaut.

### Kirchenraum
Der Hauptraum der Kirche ist eine quadratische Halle mit 20 Metern Seitenlänge und 14 Metern Höhe. Der Boden ist mit Travertin Marmor belegt. Die Wände sind teils mit Lochziegeln verkleidet und teils in Sichtbeton. Die Wand hinter dem Altar besteht aus einem aus Beton gegossenen Abendmahl. Die Decke besteht aus Spannbeton und 25 vorgefertigten quadratischen Betonkassetten. Tageslicht fällt durch neun rechteckige Kuppeln der Kassettendecke über dem Altarbereich und ein schmales Fensterband unter der Decke ein.
Der Altarbereich ist von einem Halbkreis von Bänken für die Gemeinde umgeben.
Die Haupthalle ist umlaufend an allen vier Seiten von einem niedrigeren, nur vier Meter hohen Raumteil umgeben; die Wände der Haupthalle ruhen allein auf einem Pfeiler in jeder der vier Ecken. Die Wände der umlaufenden niedrigen Raumteile sind mit Ziegeln verkleidet, die Decken mit Holz. Am rechten Raumteil schießt sich ein Seitenschiff an, dass als Werktagskirche dient. An der rückwärtigen Wand ist neben dem Eingang die Marienkapelle.
Das Gebäude ist Teil eines Ensembles aus Kindergarten, Pfarrheim und Pfarrhaus.

## Gemeinde
Die Pfarrei St. Michael hat ca. 2800 Gemeindeglieder (Stand 2018). Neben dem „D-Programm“ gehören die Wohnanlage am Liebengrabenweg, das Areal der ehemaligen Ritter-von-Möhl-Kaserne (später US-Stützpunkt Pond Barracks), der Ortsteil Gailoh und die Martinshöhe 2 zum Gebiet der Pfarrei.

## Glocken
Die Glocken wurden am 7. August 1970 in der Glockengießerei Rudolf Perner (Passau) gegossen.
|   | Name                | Gewicht | Schlagton | Inschrift                                                                       |
| - | ------------------- | ------- | --------- | ------------------------------------------------------------------------------- |
| 4 | MICHAELIS-GLOCKE    | 350 kg  | b1        | HL. MICHAEL, SCHÜTZE KIRCHE UND VOLK UND GELEITE DIE STERBENDEN                 |
| 3 | HEILIG-GEIST-GLOCKE | 500 kg  | as1       | DIE SICH IM GEISTE GOTTES LEITEN LASSEN                                         |
| 2 | MARIEN-GLOCKE       | 800 kg  | f1        | ES GENÜGT NICHT, CHRISTUS IN DIR ZU TRAGEN, DU MUSST IHN ZU DEN MENSCHEN TRAGEN |
| 1 | CHRISTUS-GLOCKE     | 1800 kg | des1      | HERR SEI UNS WEG, WAHRHEIT UND LEBEN                                            |